# منسود (روستا)
 منسود  (به عربی  الَمنسُود )، روستایی است در در عزلهٔ (قری خولان الطیال)، در ناحیهٔ (قُرّوی)، از توابع استان اَبیَن در کشور یمن در شبه جزیره عربستان.

## جمعیت
در سال ۱۹۸۵، جمعیت آن (۱۲۸) نفر (۸ خانوار) گزارش شده.